# Орден Почёта (Судан)
Цепь Почёта (араб. قلادة الشرف‎) — государственная награда Судана, учреждённая в 1956 году, после обретения страной независимости. Вручается главе Судана и лидерам зарубежных стран.

## Статут
Орден представлен в одном классе. 
Инсигнии ордена состоят из знака, цепи, чрезплечной ленты, звезды.
Инсигнии ордена остаются собственностью награждённого, после смерти которого передаются наследникам для хранения, без права ношения кем-либо из них. 
Президент Судана имеет право лишить награды лицо, совершившим преступление или действия, недружественные по отношению к государству.
Повторное награждение орденом не предусмотрено. 

## Знаки отличия
Золотая орденская цепь длиной 36 дюймов, состоит из 18 орнаментальных в исламском стиле звеньев, соединённых между собой тремя овальными кольцами. Центральное звено в виде герба Судана.
Знак ордена – расположенные крестообразно четыре золотых закольцованных полумесяца, верхнее из которых чуть больше остальных, наложенных на кольцеобразный прорезной орнаментальный элемент в арабском стиле, инкрустированным драгоценными камнями – тремя изумрудами и красным сапфиром в центре. 
Знак крепится к центральному звену орденской цепи, либо к банту чрезплечной ленты.
Звезда ордена – золотая, двадцати четырёх конечная, лучи которой покрыты эмалью белого цвета, с заострёнными штралами в металл между лучами. В центре широкий круглый медальон сегментировано покрытый цветной эмалью в цвета государственного флага. На звезду наложено изображение знака ордена.
Лента ордена шёлковая муаровая светло-голубого цвета с двумя тонкими белыми линиями по краям.

## Известные награждённые
- Хасан II (1958)
- Иосип Броз Тито (1959)[7]
- Елизавета II (1964)[8][9]
- Принц Филипп, герцог Эдинбургский (1964)
- Мохаммед Реза Пехлеви (1974)
- Тамим ибн Хамад Аль Тани (2014)[10][11]
- Реджеп Эрдоган (2017)[12]
- Хосни Мубарак
- Фейсал Аль Сауд[13]